# Bharatnoor, Chitapur
Bharatnoor là một làng thuộc tehsil Chitapur, huyện Gulbarga, bang Karnataka, Ấn Độ.